# José Bento Renato Monteiro Lobato
Monteiro Lobato, właściwie José Bento Renato Monteiro Lobato (ur. 18 kwietnia 1882 w Taubaté, zm. 4 lipca 1948 w São Paulo) – brazylijski pisarz, autor książek fantastyczno-naukowych i dziecięcych. W Polsce wydano książkę "Przygody Narizinii czyli Zadartego Noska" jego autorstwa.
Wśród jego książek dużą popularność zyskała sobie, po wyborze Baracka Obamy na prezydenta USA, O Presidente Negro, której treścią jest zwycięstwo wyborcze czarnoskórego kandydata.

## Wybrana bibliografia
- Urupês
- Cidades Mortas
- Negrinha
- Idéias de Jeca Tatu
- A Onda Verde
- O Presidente Negro
- Na Antevéspera
- O Escândalo do Petróleo and Ferro
- Mr. Slang e o Brasil and Problema Vital
- América
- Mundo da Lua and Miscelânea
- A Barca de Gleyre

### Książki dla dzieci
- A Menina do Narizinho Arrebitado (1920)
- Reinações de Narizinho (1931)
- Viagem ao Céu and O Saci (1932)
- Caçadas de Pedrinho and Hans Staden (1933)
- História do Mundo para as Crianças (1933)
- Memórias da Emília and Peter Pan (1936)
- Emília no País da Gramática, Aritmética da Emília (1934)
- Geografia de Dona Benta (1935)
- Serões de Dona Benta, História das invenções (1937)
- D. Quixote das Crianças (1936)
- O Poço do Visconde (1937)
- Histórias de tia Nastácia (1937)
- O Picapau Amarelo, A Reforma da Natureza (1939)
- O Minotauro (1937)
- A Chave do Tamanho (1942)
- Fábulas (1942)
- Os Doze Trabalhos de Hércules (1944)